# Od nocy do nocy
Od nocy do nocy – polska piosenka filmowa skomponowana w 1974 do słów Agnieszki Osieckiej z muzyką Waldemara Kazaneckiego; motyw przewodni muzyki do filmu Noce i dnie (1975).  

Już zielenieje sad po burzy,
nim roztopimy się w podróży,
ty kochaj mnie od nocy
do nocy, aż po noc